# Harscheid
Harscheid  là một đô thị thuộc huyện Ahrweiler, bang Rheinland-Pfalz, phía tây nước Đức. Đô thị Harscheid có diện tích 3,13 km², dân số thời điểm ngày 31 tháng 12 năm 2006 là 145 người.